# Robert Sternberg
Robert Jeffrey Sternberg (8. prosinec 1949, Newark, New Jersey) je americký psycholog židovského původu. Je představitelem kognitivní psychologie. Byl 60. nejcitovanějším psychologem ve 20. století. Roku 2013 byl zvolen prezidentem University of Wyoming. Jeho nejznámějšími příspěvky jsou triarchická teorie inteligence, trojúhelníková teorie lásky a teorie kognitivních stylů. Zvláštní zájem věnoval tématu kreativity.
Sternberg rozlišuje tři složky myšlení:
- Analytické – využívá zkušenost z minulosti, je využíváno pro řešení problémů, s nimiž se jedinec už setkal
- Kreativní – vytváří originální řešení, používá se při řešení nových problémů
- Praktické – je využíváno především ve vztazích a při komunikaci

## Teorie kognitivních stylů
Sternberg teorii kognitivních stylů zformuloval roku 1997. Kognitivní styl je preferovaný způsob využívání svých schopností a „vlády nad sebou samým“. Sternberg rozlišuje způsoby sebevlády podle různých kritérií:

### Tři větve
- exekutivní styl – jedinec preferující exekutivní styl respektuje hotové struktury a naplňuje je obsahem
- legislativní styl – jedinec vytváří nové struktury
- justiční styl – jedinec analyzuje dané struktury

### Čtyři způsoby
- hierarchický styl – Jedinec preferující hierarchický kognitivní styl si určí více cílů současně, přičemž některé z nich preferuje více a jiné méně – podle toho aplikuje své síly a schopnosti
- oligarchický styl – Jedinec má rovněž více cílů, ale nevytvoří mezi nimi hierarchii, věnuje se jim stejnou měrou
- monarchický styl – Jedinec jednoznačně preferuje jeden cíl, na jeho dosažení koncentruje své síly a schopnosti
- anarchický styl – Jedinec zpochybňuje samotnou kategorii cíle

### Dvě úrovně
- lokální styl – jedinec preferující lokální styl se věnuje spíše konkrétním problémům
- globální styl – preferuje abstraktní problémy

### Dvě hlediska
- interní styl – jedinec preferující interní styl řeší problémy spíše nezávisle
- externí styl – preferuje při řešení problémů spolupráci

### Dva sklony
- liberální styl – má rád změnu, preferuje neobvyklé postupy
- konzervativní styl – má rád předvídatelnost

### České překlady
- Kognitivní psychologie, Praha, Portál 2012.